# Allenatori della nazionale di calcio della Svizzera

## Lista
- 1905 - 1910:  François J. Dégerine
- 1910 - 1924:  Commissione
- 1924 - 1949:  Commissione tecnica di 3 membri
  - 1924 Giochi Olimpici:  Teddy Duckworth
  - 1934 Mondiali:  Henry Müller
  - 1937 - 1938 e 1942 - 1949:  Karl Rappan
- 1949 - 1950: Commissione composta da:  Gaston Tschirren -  Franco Andreoli -  Severino Minelli
  - 1950 Mondiali:  Franco Andreoli
- 1950 - 1953: Commissione composta da:  William Baumgartner -  Gaston Tschirren -  Leopold Kielholz
- 1953 - 1954:  Karl Rappan
- 1954 - 1958: Commissione composta da:  William Baumgartner -  Leopold Kielholz -  Jacques Spagnoli
  - 1955 - 1958:  Jacques Spagnoli
- 1958 - 1960: Commissione composta da:  Branko Sekulic -  Hans Rüegsegger -  Miro Vescovi
  - settembre 1958 - ottobre 1959:  Willibald Hahn
- 1960 - 11 novembre 1963:  Karl Rappan
- 15 aprile 1964 - 10 maggio 1964:  Georges Sobotka
- 1º luglio 1964 - 3 maggio 1967:  Alfredo Foni
- 24 maggio 1967 - 2 novembre 1969:  Erwin Ballabio
- 22 aprile 1970 - 3 maggio 1970:  René Hüssy
- 17 ottobre 1970 - 10 novembre 1971:  Louis Maurer
- 26 aprile 1972 - 9 maggio 1973:  Bruno Michaud
- 22 giugno 1973 - 8 settembre 1976:  René Hussy
- 22 settembre 1976 - 9 ottobre 1976:   Miroslav Blažević
- 30 marzo 1977 - 28 marzo 1979:  Roger Vonlanthen
- 5 maggio 1979 - 21 dicembre 1980:  Leo Walker
- 24 marzo 1981 - 10 novembre 1985:  Paul Wolfisberg
- 12 marzo 1986 - 26 aprile 1989:  Daniel Jeandupeux
- 7 giugno 1989:  Paul Wolfisberg
- 21 giugno 1989 - 13 novembre 1991:  Uli Stielike
- 26 gennaio 1992 - 15 novembre 1995:  Roy Hodgson
- 13 marzo 1996 - 18 giugno 1996:  Artur Jorge
- 1º agosto 1996 - 11 ottobre 1997:  Rolf Fringer
- 25 marzo 1998 - 9 ottobre 1999:  Gilbert Gress
- 23 febbraio 2000 - 26 aprile 2000:  Hanspeter Zaugg
- 16 agosto 2000 - 6 giugno 2001:  Enzo Trossero
- 15 giugno 2001 - 15 giugno 2008:  Jakob Kuhn
- 1º luglio 2008 - 1º luglio 2014:  Ottmar Hitzfeld
- dal 1º luglio 2014 - 8º agosto 2021:  Vladimir Petković
- dal 8º agosto 2021:  Murat Yakin

## Statistiche dal 1964
Aggiornato al 26.11.2019 dopo Gibilterra-Svizzera
| Allenatore        | G  | V  | N  | S  | GF-GS  | P   | P/G  |
| ----------------- | -- | -- | -- | -- | ------ | --- | ---- |
| Alfredo Foni      | 19 | 4  | 3  | 12 | 17-34  | 11  | 0.58 |
| Erwin Ballabio    | 17 | 5  | 4  | 8  | 24-25  | 14  | 0.82 |
| Louis Maurer      | 10 | 5  | 2  | 3  | 19-11  | 12  | 1.20 |
| Bruno Michaud     | 7  | 1  | 5  | 1  | 4- 7   | 7   | 1.00 |
| Miroslav Blažević | 2  | 0  | 0  | 2  | 2- 5   | 0   | 0.00 |
| René Hüssy        | 26 | 6  | 4  | 16 | 19-31  | 16  | 0.62 |
| Roger Vonlanthen  | 15 | 4  | 1  | 10 | 11-25  | 9   | 0.60 |
| Léo Walker        | 16 | 4  | 1  | 11 | 15-33  | 9   | 0.56 |
| Paul Wolfisberg   | 50 | 16 | 20 | 14 | 52-59  | 52  | 1.04 |
| Daniel Jeandupeux | 28 | 8  | 8  | 12 | 32-33  | 24  | 0.86 |
| Uli Stielike      | 25 | 13 | 5  | 7  | 48-30  | 31  | 1.24 |
| Roy Hodgson       | 41 | 21 | 10 | 10 | 69-38  | 52  | 1.27 |
| Artur Jorge       | 7  | 1  | 2  | 4  | 5- 8   | 4   | 0.57 |
| Rolf Fringer      | 11 | 5  | 1  | 5  | 13-15  | 11  | 1.00 |
| Gilbert Gress     | 18 | 6  | 6  | 6  | 19-20  | 18  | 1.00 |
| Hanspeter Zaugg   | 4  | 1  | 2  | 1  | 7- 5   | 4   | 1.00 |
| Enzo Trossero     | 11 | 3  | 4  | 4  | 17-15  | 10  | 0.91 |
| Jakob Kuhn        | 73 | 32 | 18 | 23 | 111-88 | 82  | 1.10 |
| Ottmar Hitzfeld   | 61 | 30 | 18 | 13 | 88-57  | 108 | 1.77 |
| Vladimir Petkovic | 49 | 29 | 9  | 11 | 92-40  | 96  | 1.96 |
| [Murat Yakin]     |    |    |    |    |        |     |      |

Vittoria=2punti